# George François Berthereau
George François Bastien Berthereau, ou bat Bitedetaureau, né en 1732 à Bellême et mort le 25 mai 1794 à Paris, est un moine bénédictin français mauriste et un spécialiste des langues orientales. 

## Biographie
Il entre dans la Congrégation de Saint-Maur à l'âge de 16 ans en 1748 ; il est professeur de grec ancien et d'hébreu à l'abbaye Saint-Lucien de Beauvais puis à l'abbaye Saint-Denis. C'est là qu'il enseigne l'hébreu à Antoine-Isaac Silvestre de Sacy à l'âge de douze ans en lui faisant lire ses prières dans le texte original.
Il quitte l'enseignement pour s'associer aux travaux des religieux de la congrégation sur l'histoire de France et réalise d'amples extraits des manuscrits arabes se rattachant à l'histoire des croisades. 
La Révolution française met fin aux projet d'éditions scientifiques de la congrégation de Saint-Maur. Dom Berthereau a laissé en manuscrit une Histoire générale des Croisades, traduite de l'arabe, et une Bibliographie des Croisades. Ses manuscrits sont conservés au département des manuscrits de la Bibliothèque nationale de France sous les cotes Français 9050-9080 (collection dite de Dom Berthereau, 31 volumes),.
Ses travaux ont été continués au XIXe siècle par l'Académie des inscriptions.